# Бастроп (округ, Техас)
Шаблон:StateAbbr_ 30°06′ пн. ш. 97°19′ зх. д. / 30.1° пн. ш. 97.31° зх. д.
Округ Бастроп (англ. Bastrop County) — округ (графство) у штаті Техас, США. Ідентифікатор округу 48021.

## Історія
Округ утворений 1836 року.

## Демографія
За даними перепису 2000 року загальне населення округу становило 57733 осіб, зокрема міського населення було 18616, а сільського — 39117. Серед мешканців округу чоловіків було 29638, а жінок — 28095. В окрузі було 20097 домогосподарств, 14776 родин, які мешкали в 22254 будинках. Середній розмір родини становив 3,23.
Віковий розподіл населення поданий у таблиці:
| Стать    | До 15 років | 15-21 | 22-29 | 30-39 | 40-49 | 50-65 | 65-85 | Понад 85 |
| -------- | ----------- | ----- | ----- | ----- | ----- | ----- | ----- | -------- |
| Чоловіки | 6923        | 2833  | 2980  | 4769  | 5063  | 4434  | 2438  | 198      |
| Жінки    | 6534        | 2493  | 2571  | 4394  | 4558  | 4254  | 2827  | 464      |

## Суміжні округи
- Вільямсон — північ
- Лі — північний схід
- Файєтт — південний схід
- Колдвелл — південний захід
- Тревіс — північний захід

## Виноски
1. ↑  U.S. Decennial Census. United States Census Bureau. Архів оригіналу за 26 квітня 2015. Процитовано 19 квітня 2015.
2. ↑  Texas Almanac: Population History of Counties from 1850–2010 (PDF). Texas Almanac. Архів (PDF) оригіналу за 26 лютого 2015. Процитовано 19 квітня 2015.
3. ↑  State & County QuickFacts. United States Census Bureau. Архів оригіналу за 18 жовтня 2011. Процитовано 8 грудня 2013. [Архівовано 2011-10-18 у Wayback Machine.](англ.) Наведено за англійською вікіпедією.
4. ↑  American FactFinder. Бюро перепису населення США. Архів оригіналу за 26 лютого 2012. Процитовано 31 січня 2008. [Архівовано 2008-05-21 у Wayback Machine.]

| США | Це незавершена стаття з географії США. Ви можете допомогти проєкту, виправивши або дописавши її. |